# Yucca treculeana
Yucca treculeana Carrière es una especie de planta fanerógama perteneciente a la familia Asparagaceae.

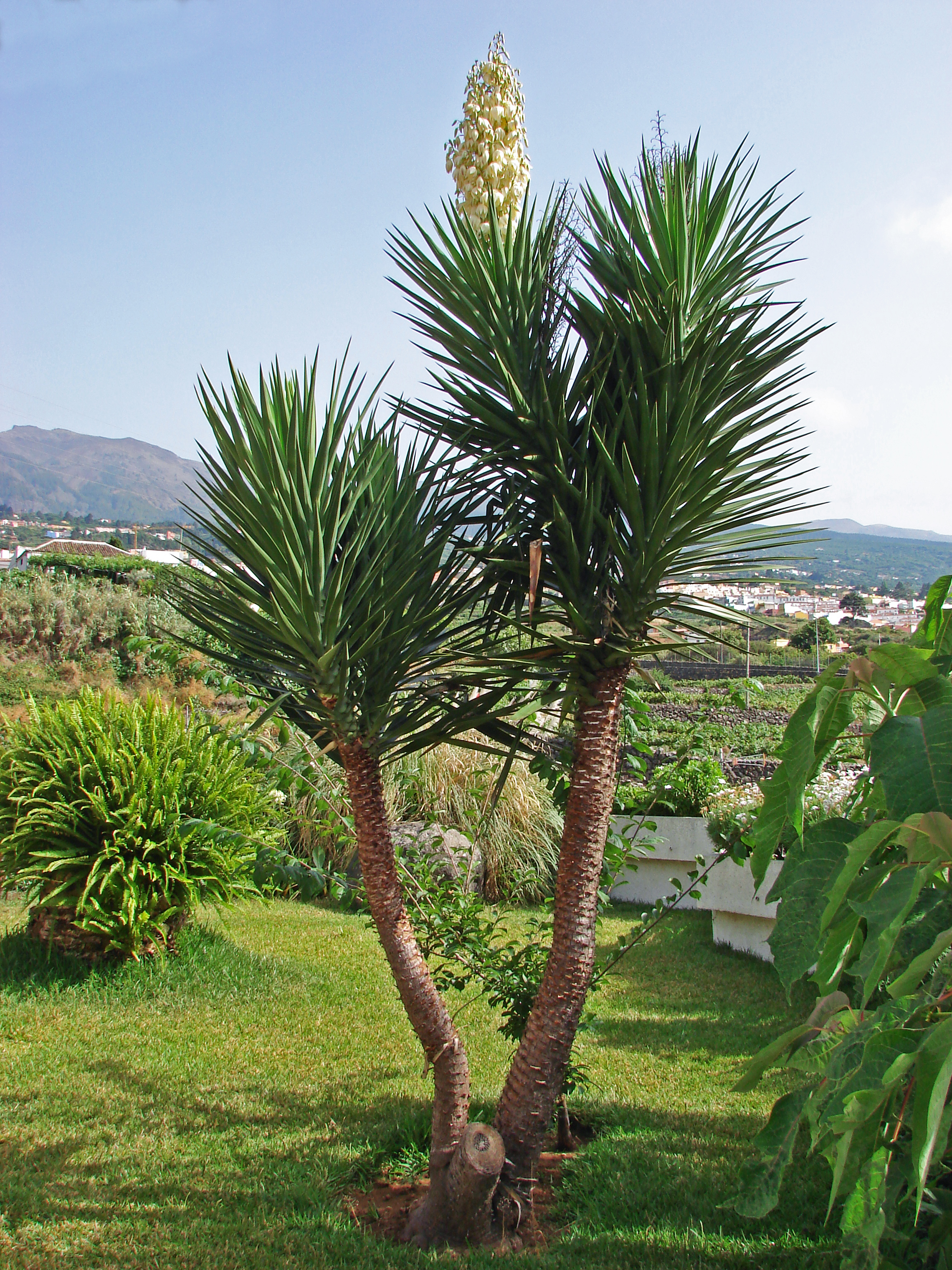
Vista de la planta

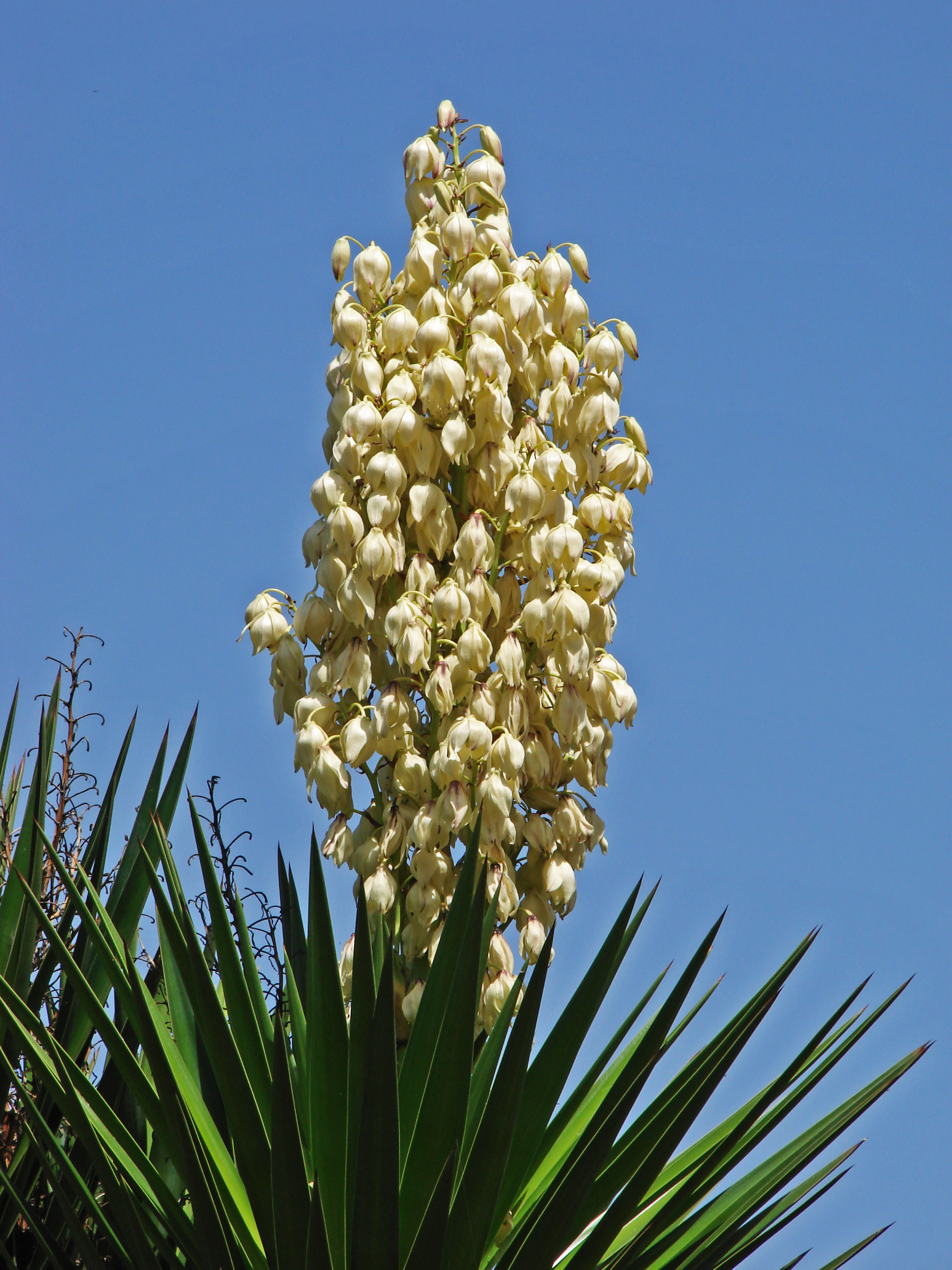
Inflorescencia

## Distribución y hábitat
Es nativa de Texas, Nuevo México, Coahuila y Nuevo León. Los nombres comunes incluyen daga española , bayoneta española y encajes de Don Quijote.

## Descripción
Yucca treculeana es una especie de gran tamaño, en forma de árbol de hasta 10 m de altura, a menudo con la ramificación por encima del suelo. Las hojas son de hasta 128 cm de largo. Las flores son de color crema, a veces teñida de púrpura. Las frutas son carnosas y suculentas, de hasta 19 cm de largo.

## Taxonomía
Yucca treculeana fue descrita por Élie-Abel Carrière y publicado en Revue Horticole 1858: 580. 1858.
Etimología
Yucca: nombre genérico que fue nombrado por Carlos Linneo y que deriva por error de la palabra taína: yuca (escrita con una sola "c").
treculeana: epíteto
Sinonimia
- Sarcoyucca treculeana (Carrière) Linding.
- Yucca agavoides Carrière
- Yucca argospatha Verl.
- Yucca aspera Regel
- Yucca baccata var. australis Engelm.
- Yucca canaliculata Hook.
- Yucca canaliculata var. pendula K. Koch
- Yucca contorta Carrière
- Yucca cornuta Baker
- Yucca crassifila Engelm.
- Yucca longifolia Buckley, nom. illeg.
- Yucca recurvata Carrière
- Yucca revoluta Carrière
- Yucca spinosa auct non Kunth
- Yucca treculeana var. canaliculata Trel.
- Yucca treculeana var. glauca Sprenger
- Yucca treculeana var. succulenta McKelvey
- Yucca undulata K.Koch[9][10]